# George Bacovia, poemul de mâine
George Bacovia, poemul de mâine este un film românesc din 1983 regizat de Nicolae Cabel.